# Michałowice (województwo opolskie)
Michałowice – wieś w Polsce położona w województwie opolskim, w powiecie brzeskim, w gminie Lubsza.
W latach 1975–1998 miejscowość administracyjnie należała do ówczesnego województwa opolskiego.

## Zabytki
Do wojewódzkiego rejestru zabytków wpisany jest kościół ewangelicki, obecnie rzym.-kat. fil. pw. św. Michała Archanioła, z 1841 r.